# Turkovîci, Dubno
Turkovîci (în ucraineană Турковичі) este un sat în comuna Ptîcea din raionul Dubno, regiunea Rivne, Ucraina.

## Demografie
Componența lingvistică a localității Turkovîci
     Ucraineană (99,49%)
     Alte limbi (0,51%)
Conform recensământului din 2001, majoritatea populației localității Turkovîci era vorbitoare de ucraineană (99,49%), existând în minoritate și vorbitori de alte limbi.